# Krypamarant
Krypamarant (Amaranthus deflexus) är en amarantväxtart som beskrevs av Carl von Linné. Enligt Catalogue of Life ingår Krypamarant i släktet amaranter och familjen amarantväxter, men enligt Dyntaxa är tillhörigheten istället släktet amaranter och familjen amarantväxter. Arten förekommer tillfälligt i Sverige, men reproducerar sig inte. Inga underarter finns listade i Catalogue of Life.

## Bildgalleri

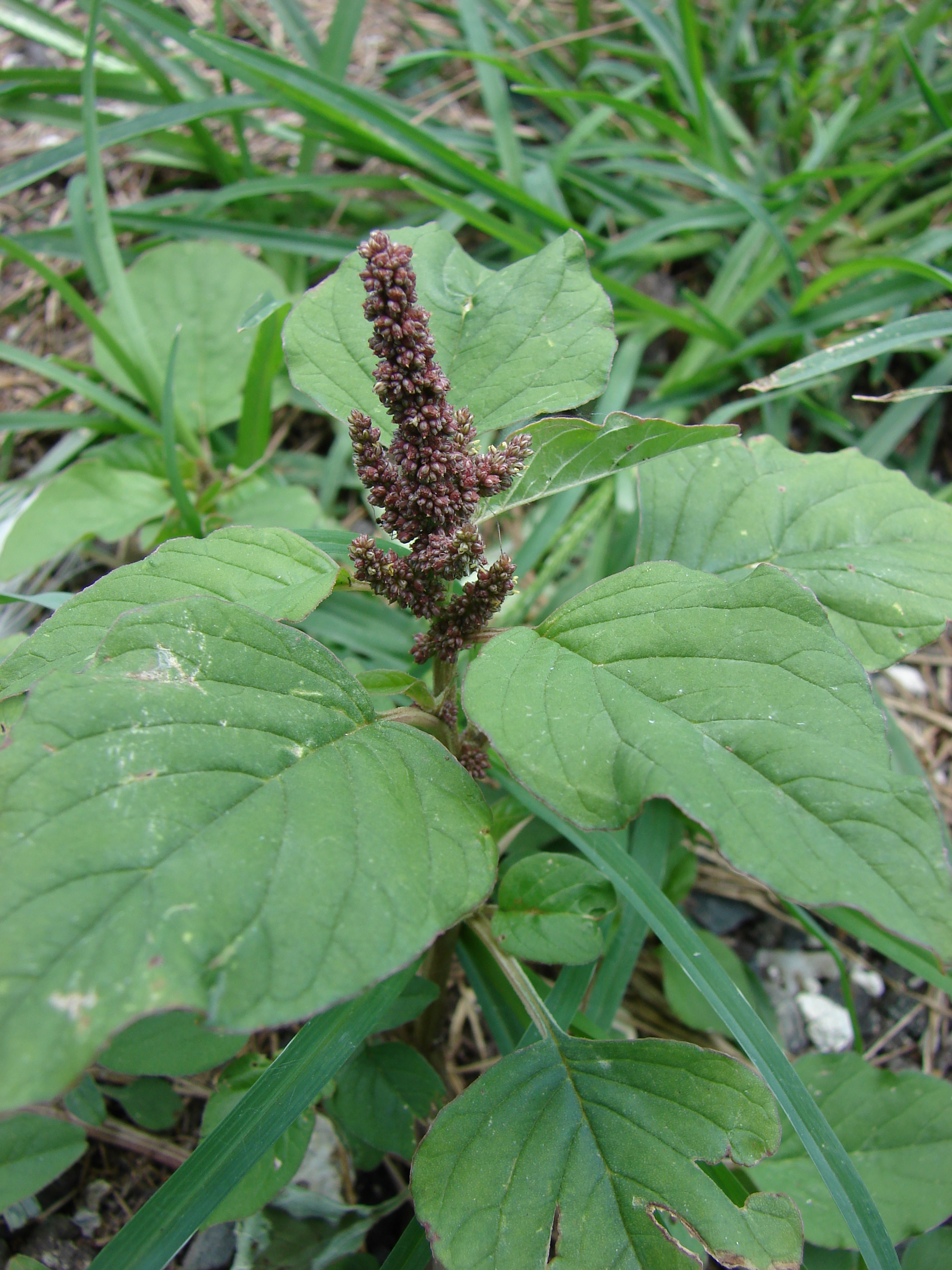
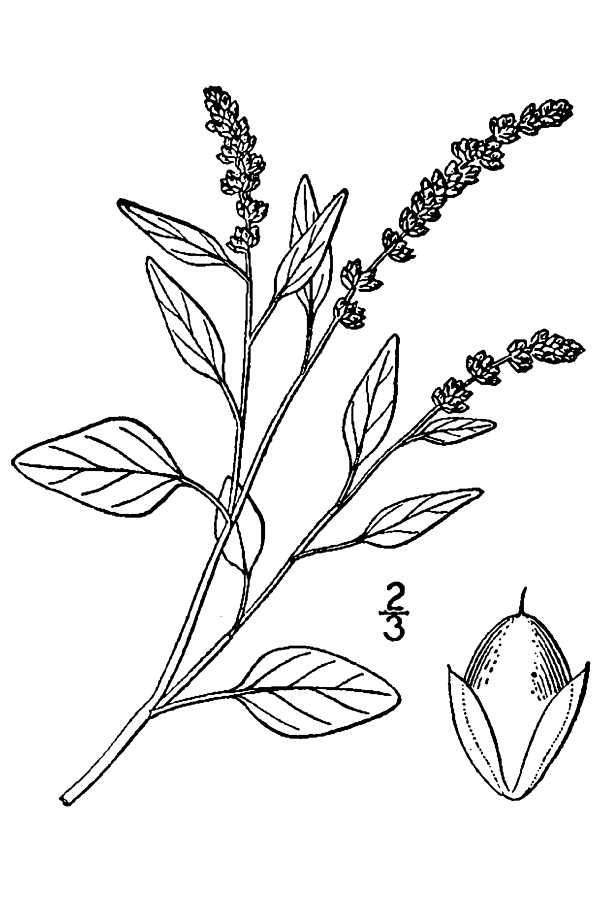